# Breinigerberg
Breinigerberg er en af 17 beboelser i kommunen Stolberg, som igen ligger i nærheden af Aachen i Nordrhein-Westfalen. Landsbyen havde 971 indbyggere pr. december 2005. Den kaldes i folkemunde Balkan.
Breinigerbergs historie som beboelse skriver sig tilbage til romertiden. Man har fundet 25 mønter dateret til tiden mellem 100 f.Kr. og 100 e.Kr. og rester af håndværkerbebyggelser fra tiden før 400.
Øst for byen ligger Stolberger Stadtwald (en skov) og naturparken Schlangenberg, der bl.a. består af et tidligere blymine (Erzgrube Breinigerberg). Metallet fra minen blev anvendt til en lokal fremstilling af messing. Nord for byen finder man flere naturparker anlagt i nedlagte stenbrud. I byens tidligere skole er indrettet et informationscenter og lokaler til forskellige foreninger: ungdomsklubben Remember, en karnevalsforening, en skytteforening og en selskabelig forening (die Hahnenverein), der arrangerer karneval, en skyttefest og die Hahnenkirmes (byfest).